# قاسم السعدي
قاسم السَّعْدي (1165 - 1255 هـ / 1751 - 1839 م) هو أديب شاعر خطاط ، من أهل الموصل.
هو قاسم حمدي بن يحيى السّعدي. ولد بالموصل وتأدب بالتركية والفارسية. عمل كاتبًا للديوان على عهد حسين باشا الجليلي في الموصل.
له ديوان شعر مخطوط ، إلى جانب قصائد ومقطوعات في كتاب: «تاريخ الموصل» للصائغ، وله شعر في كتاب: «تاريخ الأدب العربي في العراق» للعزاوي.